# Gamma2 Sagittarii
Título a ser usado para criar uma ligação interna é Gamma2 Sagittarii.
Gamma2 Sagitarii (Alnasl, Nash, Nushaba, 10 Sagitarii) é uma estrela na direção da constelação de Sagittarius. Possui uma ascensão reta de 18h 05m 48.52s e uma declinação de −30° 25′ 25.1″. Sua magnitude aparente é igual a 2.98. Considerando sua distância de 96 anos-luz em relação à Terra, sua magnitude absoluta é igual a 0.63. Pertence à classe espectral K0III.